# Charpentry
Charpentry település Franciaországban, Meuse megyében. Lakosainak száma 23 fő (2022. január 1.). Charpentry Baulny, Cheppy, Épinonville, Montblainville, Varennes-en-Argonne és Véry községekkel határos.

## Népesség
A település népességének változása:
| Lakosok száma | 61   | 39   | 29   | 24   | 21   | 24   | 22   | 21   | 22   | 23   |
|               | 1968 | 1990 | 2006 | 2011 | 2015 | 2016 | 2018 | 2019 | 2021 | 2022 |